# 菰田正信
菰田 正信（こもだ まさのぶ、1954年（昭和29年）6月8日 - ）は、日本の実業家。三井不動産株式会社代表取締役社長を経て、同社代表取締役会長、一般社団法人日本経済団体連合会副会長、一般社団法人不動産証券化協会会長、一般社団法人不動産協会会長、日本テレビホールディングス株式会社取締役。

## 経歴・人物
東京都大田区田園調布出身。1973年に東京教育大学附属高等学校を卒業。1978年に東京大学法学部を卒業し、三井不動産に入社。経営企画部長、常務取締役、専務取締役などを経て、2011年6月から代表取締役社長。2017年から不動産協会理事長。2020年から日本経団連副会長。2022年国土交通大臣表彰受賞。
2023年4月から代表取締役会長。同年5月から不動産証券化協会会長、不動産協会会長。同年6月から日本テレビホールディングス取締役、日本テレビ放送網取締役。同年11月藍綬褒章受章。2024年5月日本経団連審議員会副議長。趣味はスポーツ観戦。

## テレビ出演
- 日経スペシャル カンブリア宮殿 大躍進！ららぽーと＆都市開発 デベロッパー王者の飽くなき挑戦！（2018年12月6日、テレビ東京）[12]